# Bruxelles
Bruxelles (fr.) ili Brussel (niz.), u hrvatskim izvorima do ulaska u Jugoslaviju: Bruselj (izgovor: Brisel) glavni je i najveći grad Kraljevine Belgije. Na nacionalnoj razini Bruxelles je glavni grad Francuske zajednice u Belgiji, te Flamanske zajednice i regije, kao i regije glavnoga grada. Na međunarodnoj razini grad je jedan od sjedišta Europske unije i mnogih njezinih institucija, NATO-a, bivše Zapadnoeuropske unije i mnogih drugih međunarodnih organizacija.
Iako je povijesno nizozemski bio jezik grada, danas većina stanovnika Bruxellesa govori francuski kao materinski jezik. Oba ova jezika imaju službeni status u Bruxelleskoj regiji.
Sam naziv „Bruxelles“ tj. „Brussel“ se službeno gledajući može odnositi na Regiju glavnoga grada Bruxellesa ili na Grad Bruxelles koji je jedna od općina unutar te regije. U aglomerizacijskom području Bruxellesa, koji uz regiju glavnoga grada uključuje i 103 okolne općine, živi oko 2,7 milijuna stanovnika.

## Etimologija i izgovor
Naziv grada dolazi iz staronizozemske složenice Bruocsella, gdje riječ „bruoc“ znači močvara, a riječ „sella“ znači dom. Tako da je doslovni prijevod imena grada „dom u močvari“.
Ime grada se na nizozemskom jeziku izgovara [ˈbrʏsəl] [▶] (Brussel), a na francuskom [bʁyˈsɛl] [▶] (Bruxelles). U francuskom nazivu potrebno je zamijetiti da se slovo „x“ izgovara kao „ss“, što je jedna od rjeđih iznimki u izgovoru. Naime, današnja ortografija imena grada datira iz Srednjeg vijeka kada je na tadašnjem francuskom jeziku dvostruko slovo „s“ bilo zamijenjeno križićem. Ovaj je križić poslije postao slovo „x“, a na francuskom se to slovo počelo izgovarati „ks“ tek od 18. stoljeća. Postoji još nekoliko primjera ove iznimke u izgovoru, kao npr. Auxerre (izgovor: Ausserre /o'sɛʁ/). Kad bi se naziv grada modernizirao na današnji francuski, vjerojatno bi se pisao Brusselles. Mnogi govornici francuskog, pogotovo oni koji nisu iz Belgije, nisu svjesni ove iznimke u izgovoru tako da slovo „x“ u imenu grada mnogi izgovaraju kao „ks“ ([bʀyˈksɛl]).
U hrvatskom pisanom jeziku, najčešće se nailazi na francusku inačicu imena (Bruxelles), iako se izgovor često razlikuje po tome što se francuski glas u [y] izgovara kao slovo „i“ [i], što je česti oblik fonetizacije francuskog na hrvatski, jer u hrvatskom ne postoji taj glas.
Na njemačkom, koji je treći službeni jezik Belgije, ime ovog grada piše se Brüssel. Engleski je često jedan od službenih jezika mnogih međunarodnih institucija u gradu pa se često nailazi i na englesku inačicu imena grada (Brussels).

## Objašnjenje izraza
Naziv Bruxelles danas se najčešće koristi kako bi se opisala grad-regija čiji je službeni naziv Regija glavnoga grada Bruxellesa. Sama ta regija podijeljena je na 19 općina koje de iure nisu spojene, kao npr. London. Glavna općina u toj regiji jest Grad Bruxelles koji se sastoji od strogog centra grada (Pentagone ili Vijfhoek) te njegovih urbanih proširenja, kao što je npr. sjeverna četvrt Laeken. Osamnaest ostalih općina nalaze se oko središta grada, te zajedno tvore urbanu sredinu od preko milijun stanovnika i stotinjak četvrti.
Sama grad-regija jedna je od tri savezne regije u Belgiji, uz Flandriju i Valoniju. Izraz Bruxelles se izvan nacionalnih okvira često koristi kako bi se označile europske institucije, ponajviše Europska komisija.
Prema belgijskom ustavu (čl. 194) Grad Bruxelles glavni je grad Belgije i sjedište belgijske savezne vlade. Neslužbeno se naziv grada koristi i kako bi se označilo urbano područje koje se proteže i izvan službenih granica Briselske regije.

## Povijest

### Osnutak grada
Prvo naselje koje će poslije postati Bruxelles osnovano je kada je sv. Gaugerije sagradio kapelicu na otoku u rijeci Senne (Zenne) oko 580. godine.
Službeno se datum osnivanja grada smješta oko 979. godine, kada je vojvoda Karlo Lotargijski premjestio relikvije sv. Gudule iz Moorsela u kapelicu sv. Gaugerija koja se nalazila na adi koja će se poslije zvati otok sv. Gaugerija. Car Oton II. daje Karlu, sinu francuskog kralja Luja IV., vojvodstvo Donje Lotargije, a on je na tom otoku sagradio prve stalne utvrde.
Oko 1000. godine Briselska grofovija dodana je leuvenskom grofu Lambertu I. Godine 1047., u povelji Lamberta II. prvi se put spominje ime grada.

### Srednjovjekovni Bruxelles
Početkom 12. stoljeća trgovina postaje važan faktor razvoja u zapadnoj Europi. Zbog svog položaja na rijeci Senni Bruxelles postaje trgovačko središte. O razvoju grada u to vrijeme svjedoči gradnja Katedrale sv. Mihovila i Gudule 1225. godine. Okolne su močvare tada isušene kako bi se napravilo mjesta budućem proširenju grada, koji je tada imao oko 30 tisuća stanovnika. U 11. stoljeću grad je dobio svoje prve zidine. U tom razdoblju leuvenski grofovi postaju brabantske vojvode.
Zbog ubrzanog širenja grada, između 1356. i 1383. podignute su druge briselske zidine. Danas su ove zidine zamijenjene mrežom cesta u središtu grada. U 15. stoljeću imenovan je prvi gradonačelnik i gradski vijećnici, koji su bili prvi predstavnici naroda.
Godine 1430. burgundijski vojvoda Filip Dobri nasljeđuje Brabant, te naređuje proširenje i produbljivanje rijeke Senne, kako bi se olakšala trgovina. Bruxelles tada postaje prijestolnica Burgundijske Nizozemske te upravno i kulturno središte slavno po sakralnoj arhitekturi. Godine 1477. Marija Burgundska udaje se za Maksimilijana Austrijskog. Nakon njezine smrti njezin muž i dinastija Habsburg postaju vlasnici Brabanta.
Godine 1488. u gradu izbija rat, a godinu nakon toga i epidemija kuge. Nakon Maksimilijanove smrti njegova kći Margareta postaje glavna guvernerka Nizozemske te 1507. premješta glavni grad u Mechelen.

### Renesansa
Godine 1515. nadvojvoda Karlo Austrijski, sin Filipa Lijepog, s 15 godina postaje vladar Burgundije, a sa 16 nasljeđuje prijestolje Španjolske. U to vrijeme počinje španjolska dominacija u čitavoj regiji. Car Karlo ponovno postavlja Bruxelles za glavni grad i povezuje Nizozemsku s Austrijom. Bruxelles tada prvi put biva dvorski grad i uskoro postaje najmoćniji brabantski grad, pobjeđujući time svoje rivale Leuven, Mechelen i Antwerpen. U to vrijeme Bruxelles postaje grad umjetnika i znanstvenika.
Nakon abdikacije Karla V. 1555. godine na vlast dolazi Filip II. zbog čijeg režima u Nizozemskoj izbija pobuna. U 17. stoljeću ponovno nastupa zlatno doba za grad. Bruxelles sudjeluje u Utrechtskoj uniji 1579., te postaje autonomna kalvinistička republika od 1577. do ožujka 1585., kada ga ponovno zauzimaju Španjolci. Nakon toga grad postaje sjedište španjolske, pa austrijske Nizozemske.
Dana 13. kolovoza 1695. francuska vojska pod zapovjedništvom maršala Villeroya bombardira Bruxelles prema zapovijedi Luja XIV. Ovo je bio najdestruktivniji događaj u cijeloj povijesti Bruxellesa, u kojem je uništena trećina grada i Grand Place. Nakon obnove lice grada znatno se izmijenilo.
Godine 1731. u požaru je uništena palača Coudenberg (Koudenberg) koja je bila jedna od najpoznatijih palača u Europi. Francuska vojska maršala De Saxea godine 1746. počinje okupaciju grada koja traje do 1749. Te godine, nakon povratka Austrijanaca, lotarinski vojvoda Karlo Aleksandar triumfalno se vraća u Bruxelles. On se nalazio na položaju vrhovnog guvernera Nizozemske sve do svoje smrti 1780. godine. U njegovo vrijeme izvršeni su značajni radovi u gradu.

### Borba za nezavisnost
Godine 1789. izbija Brabantska revolucija protiv reformi Josipa II. Nakon odlaska Austrijanaca proglašene su Ujedinjene Belgijske Države koje su trajale manje od godine dana, te je poslije ponovno uspostavljen austrijski režim. Za vrijeme Francuske revolucije ovo područje biva pripojeno Francuskoj. Bruxelles je u to vrijeme postao sjedište departmana Dylea, te je prvi put dobio demokratski birano općinsko vijeće. Francuska vlast doživljava svoj kraj Napoleonovim porazom kod Waterlooa, koji se nalazi nedaleko od Bruxellesa.
Prema Bečkom kongresu 1815., južna Nizozemska spojena je sa sjevernom u Ujedinjeno Kraljevstvo Nizozemske pod Vilimom I. Bruxelles je zajedno s Haagom proglašen glavnim gradom nove države. Zbog kulturnih i političkih razlika između dva dijela nove države, kao i zbog autoritarnog stila vladanja novog monarha, izbija nezadovoljstvo građana.
U noći s 24. na 25. kolovoza 1830. izbija Belgijska revolucija. Bruxelles je u to vrijeme imao oko 100.000 stanovnika. Revolucija je izbila u Bruxellesu, nakon opere La Muette de Portici u kazalištu La Monnaie, te se ubrzo proširila na sve dijelove zemlje. Dana 21. srpnja 1831. Leopold I. okrunjen je za kralja nove Kraljevine Belgije.

### Moderna povijest
Kao glavni grad nove države, Bruxelles je privukao veliki broj stanovnika jer je bio upravno i industrijsko središte zemlje. Tada u grad pristiže veliki broj francuskih izbjeglica i frankofonog stanovništva s juga zemlje. Budući da je francuski tada bio jezik dvora te poslovni jezik, grad polako postaje većinski frankofon. Godine 1834. osnovano je Slobodno belgijsko sveučilište, koje poslije postaje Slobodno sveučilište u Bruxellesu.
U novoj državi grad je dobio na međunarodnoj važnosti, tako da je 1927. ugostio Solvaysku konferenciju, te Svjetske izložbe 1935. i 1958. godine. U Drugom svjetskom ratu grad je oštećen u njemačkom zračnom bombardiranju.
Grad nakon rata opet doživljava procvat, pogotovo 1960-ih godina. U ovo vrijeme još više raste međunarodna važnost grada, te on praktički postaje glavni grad Europe. Godine 1958. postaje sjedište Europske ekonomske zajednice, a 1967. NATO-a. Danas je grad sjedište više od tisuću međunarodnih organizacija, te ondje živi najveći broj diplomata nakon New Yorka.
Dana 29. svibnja 1985. događa se Heyselska tragedija. Nakon ustavne reforme 1970. osnovana je Briselska regija koja stupa na snagu 1989. i koja gradskom području osigurava veliku razinu samostalnosti.

## Zemljopis
Bruxelles se nalazi u središtu Belgije, između Flandrijske nizine i brabantske visoravni, na visini između 15 i 100 metara. Rijeka Senne (Zenne) prolazi kroz grad od jugozapada prema sjeveroistoku, makar u središtu grada ona nije vidljiva, jer je natkrivena u 19. i 20. stoljeću.
Samo područje Grada Bruxellesa sastoji se od strogog središta grada te još nekoliko dijelova i četvrti koje su naknadno dodane gradu. Današnja područja općine Bruxelles su: Haren, Laken, Neder-Over-Heembeek, Pentagone/Vijfhoek, Quartier Louise/Louizawijk, Espace Nord/Noordwijk i Bruxelles-Nord-Est/Noord-Oostwijk.
Briselska regija nalazi se u potpunosti okružena teritorijem Flamanske regije. Uz grad Bruxelles ona se sastoji od još 18 općina. Šire područje grada čak prelazi regionalne granice i obuhvaća i općine iz drugih belgijskih regija.

### Klima
Bruxelles ima umjerenu oceansku vlažnu klimu, kao i cijeli zapadni dio Belgije, zahvaljujući blizini Atlantskog oceana. Utjecaj na ovakvu klimu imaju i obližnja močvarna područja.
Najtopliji mjeseci u godini su srpanj i kolovoz s 17,2 tj. 17,0 °C, dok je najhladniji mjesec siječanj s 2,5 °C. Prosječna godišnja temperatura je 9,7 °C. Prosječni broj sunčanih sati je 1585 godišnje. Najveća prosječna temperatura u srpnju je 22,7 °C, dok je minimum za taj mjesec 12,1 °C. U siječnju je najviša prosječna temperatura 4,3 °C, a najniža −1,2 °C.
Prosječno (prema promatranjima u zadnjih sto godina) godišnje je kišno oko dvjesto dana.
| Mjesec                     | Sij. | Velj. | Ožu. | Tra. | Svi. | Lip. | Srp. | Kol. | Ruj. | Lis. | Stu. | Pro. | Godišnji prosjek |
| -------------------------- | ---- | ----- | ---- | ---- | ---- | ---- | ---- | ---- | ---- | ---- | ---- | ---- | ---------------- |
| Temperatura (°C) (prosjek) | 2,5  | 3,2   | 5,7  | 8,7  | 12,7 | 15,5 | 17,2 | 17,0 | 14,4 | 10,4 | 6,0  | 3,4  | 9,7              |
| Padaline (prosjek u mm)    | 67   | 54    | 73   | 57   | 70   | 78   | 75   | 63   | 59   | 71   | 78   | 76   | 821              |

## Uprava
Regija glavnoga grada Bruxellesa jedna je od tri belgijske regije, uz Valonsku i Flamansku regiju. Ova regija nalazi se i u Francuskoj i u Flamanskoj zajednici, tj. te zajednice imaju nadležnost nad svojim institucijama na tom području.
Regija ima svoj parlament i vladu. Članovi vlade i parlamenta grupirani su na jezičnoj osnovi. Tako na primjer u parlamentu sjedi 72 zastupnika kojima je materinski jezik francuski i 17 koji govore nizozemski. U vladi postoje dva ministra iz svake jezične skupine, te ministar-predsjednik koji se bira neovisno o materinskom jeziku.
I frankofoni i flamanski građani Bruxellesa imaju svoje vlastite političke i upravne institucije. To su Komisija francuske zajednice (Commission communautaire française), te Komisija flamanske zajednice (Vlaamse Gemeenschapscommissie). Za zajednička pitanja koja se ne tiču posebno frankofone ili flamanske zajednice postoji Zajednička komisija zajednica (Commission Communautaire Commune-Gemeenschappelijke Gemeenschapscommissie).
Briselska regija nije pokrajina niti pripada kojoj pokrajini. Ipak, upravno ima neke osobine pokrajine, kao npr. svog guvernera.
Grad Bruxelles, kao i sve općine u Briselskoj regiji, ima svog načelnika tj. gradonačelnika (bourgmestre ili burgemeester). Njegova nadležnost seže samo u okvire općine i nije odgovoran za druge dijelove regije.
Zbog svog statusa glavnoga grada države, ovdje se nalazi Kraljevska palača i Belgijski savezni parlament. Bruxelles je sjedište Francuske zajednice u Belgiji, te Flamanske zajednice. Sve glavne flamanske institucije nalaze se u Bruxellesu: Flamanski parlament, flamanska vlada i cjelokupna uprava. Sjedište valonske vlade ne nalazi se u ovom gradu nego u Namuru.

## Međunarodna uloga
Od završetka Drugog svjetskog rata Bruxelles je postao upravno središte mnogih međunarodnih organizacija. Vjerojatno najvažnije organizacije čije se glavne institucije nalaze u ovom gradu su Europska unija (EU) i Organizacija Sjevernoatlantskog sporazuma (NATO ili OTAN). Među ostalim važnim međunarodnim organizacijama tu su Zapadnoeuropska unija, Svjetska carinska organizacija i Eurocontrol, kao i mnoge međunarodne korporacije. Prema broju održavanje međunarodnih konferencija i konvencija Bruxelles je u svjetskom vrhu. Zbog prisustva svih ovih institucija i organizacija, danas u Bruxellesu postoji veći broj veleposlanika i novinara nego primjerice u Washingtonu.

### Europska unija
Bruxelles je praktički glavni grad Europske unije, jer se u njemu nalazi veći dio institucija Europske unije. Iako EU službeno nema glavni grad, prema ugovoru iz Amsterdama Bruxelles je službeno sjedište Europske komisije (izvršne vlasti) i Vijeća Europske unije (zakonodavno i izvršno tijelo). Iako se službeno sjedište Europskog parlamenta nalazi u Strasbourgu, gdje se održavaju glasovanja, sastanci političkih i odbornih skupina održavaju se u Bruxellesu, kao i određeni broj sjednica. Danas se oko tri četvrtine zasjedanja parlamenta odvija u Bruxellesu. Europsko vijeće također ima stalno sjedište u gradu.
Najveći dio zgrada Europske unije nalaze se u tzv. „Europskoj četvrti“. Samo Europska komisija u ovoj četvrti zauzima prostor od 865.000 m², što je četvrtina ukupne uredske površine u gradu.

## Stanovništvo
Dana 1. svibnja 2008. u Briselskoj regiji živio je 1,070.841 stanovnik. Na prostoru samog Grada Bruxellesa 1. siječnja iste godine živjela su 148.873 stanovnika. Godine 1991. 63,7 posto građana bili su Belgijanci rođeni u Belgiji. Danas se procjenjuje da više od pola stanovništva grada čine stranci.
Najveće skupine stranaca dolaze iz dvije frankofone zemlje: Francuske i Maroka. Većina stanovnika grada ipak ima belgijsko državljanstvo (73,1%). 4,1% stanovnika ima francusko, 4,0% marokansko, a 6,8% državljanstvo neke zemlje koja nije članica EU.

### Jezici
██ samo francuski
██ francuski i nizozemski
██ francuski i neki drugi jezik koji nije nizozemski
██ samo nizozemski
██ ni francuski niti nizozemski
Od osnivanja Kraljevine Belgije 1830., Bruxelles se transformirao iz grada u kojem se gotovo isključivo govorio nizozemski, u višejezični grad gdje je francuski postao jezik većine stanovništva i lingua franca grada. Ovaj jezični prijelaz počeo se događati u 18. stoljeću, a ubrzao se stjecanjem neovisnosti Belgije.
Za ovaj prijelaz na francuski u gradu nisu odgovorni samo frankofoni imigranti, nego i sami Flamanci koji su kroz nekoliko generacije prešli s nizozemskog na francuski. Glavni razlog za ovaj prelazak je bio niski društveni prestiž nizozemskog jezika u Belgiji u to vrijeme. Od 1880. je sve više i više flamanskih građana postalo dvojezično, a nakon 1910. porastao je broj građana koji su govorili samo francuski. Tijekom 20. stoljeća je broj frankofonih građana prešao broj dvojezičnih flamanskih građana grada. Zbog imigracije su i flamanske općine u okolici Bruxellesa u drugoj polovici 20. stoljeća postale dobrim dijelom frankofone. Ovaj fenomen je, zajedno s budućnosti Bruxellesa, jedna od najkontroverznijih tema u belgijskoj politici.
Izvorni nizozemski dijalekt grada jest briselski (brussels) koji je lokalni oblik brabantskog (oblik nizozemskog koji se govori u Brabantu). Ovaj dijalekt, koji ima puno posuđenica iz francuskog, još uvijek se koristi među manjim dijelom stanovnika, koji su danas najvećim dijelom dvojezični ili višejezični.
Zbog povijesne uloge nizozemskog, flamanske stranke zahtijevaju potpunu dvojezičnost gradske regije u svim pogledima. Također zahtijevaju odvojenost okruga Brussel-Halle-Vilvoorde od Regije glavnoga grada. S druge strane, frankofoni Belgijanci smatraju jezičnu granicu umjetnom i traže proširenje dvojezične regije na najmanje šest tzv. općina s jezičnim olakšicama u Flandriji. Flamanski političari čvrsto odbijaju ove prijedloge.

### Religija
Povijesno gledano, Bruxelles je izrazito rimokatolički grad. Nekad vrlo značajnu protestantsku zajednicu protjerali su Španjolci za vrijeme protureformacije u 16. stoljeću. Danas većina stanovnika grada ne prakticira svoju religiju, te prema procjenama oko deset posto građana redovito ide na mise. U Bruxellesu postoji velika muslimanska zajednica koju sačinjavaju većinom građani turskog ili marokanskog podrijetla, te crnci iz frankofone Afrike. Priznate religijske manjine koje imaju mali broj pripadnika su protestanti, anglikanci, pravoslavci i židovi. Pripadnici priznatih religija uživaju financijsku potporu vlasti. Svaki učenik u dobi od 6 do 18 godina mora obvezno pohađati vjersku ili etičku nastavu dva sata tjedno.

## Gospodarstvo
Bruxelles je vrlo značajno gospodarsko središte Belgije. Regija glavnoga grada Bruxellesa ima drugi po visini BDP po stanovniku u Europskoj uniji. Glavni gospodarski faktori su sektor usluga i ugostiteljstvo. U Bruxellesu postoji preko 2000 restorana (stanje 2007.).
Zbog svog europskog i svjetskog međunarodnog položaja ovdje sjedišta imaju brojna međunarodna poduzeća, kao i interesne skupine i lobisti. Uredi mnogih zemalja, kulturne institucije i veleposlanstva donose veliku kupovnu moć u grad.
Vrlo važan čimbenik koji privlači nove stanovnike i turiste u grad su prestižna sveučilišta, te mnogi kongresi koji se ovdje održavaju.

## Promet
Briselska zračna luka nalazi se u obližnjoj općini Zaventem u Flandriji. Druga gradska zračna luka nalazi se blizu Charleroia u Valoniji, oko 50 km od grada. Bruxelles je međunarodno povezan s brzim vlakovima: s Londonom preko Eurostara, kroz Eurotunel; s Amsterdamom, Parizom i Kölnom preko Thalysa; te s Kölnom i Frankfurtom preko njemačkog ICE-a. Uz veliki broj manjih, tri glavna velika gradska kolodvora su: Sjeverni kolodvor Bruxelles, Glavni kolodvor Bruxelles i Južni kolodvor Bruxelles.

### Javni prijevoz
Briselski metro proradio je 1976., ali su podzemne linije, poznate kao premetro, pomoću tramvaja funkcionirale od 1968. godine. Grad je pokriven i velikom tramvajskom i autobusnom mrežom. Sveukupno se gradski javni prijevoz sastoji od četiri linije metroa (Linije 1, 2, 5, 6), dvije linije premetroa (linije 3 i 4), 18 tramvajskih linija i 50 autobusnih linija. Mrežom javnog prijevoza upravlja Poduzeće za međuopćinski prijevoz u Bruxellesu (STIB/MIVB).
U planu je i gradnja RER-a (Réseau Express Régional/Gewestelijk ExpresNet), regionalne željeznice koja bi povezivala područja u okolici grada. Od 2003. uveden je program dijeljenja automobila. Od 2006. postoji i sličan program s biciklima.

### Cestovni prijevoz
U srednjovjekovno vrijeme grad je bio na križištu putova koji su išli pravcem sjever-jug (moderna Hoogstraat/Rue Haute) i istok-zapad (Gentsesteenweg/Chaussée de Gand-Grasmarkt/Rue du Marché aux Herbes-Naamsestraat/Rue de Namur). Ovi stari pravci koji su se granali od Grand Placea još i danas postoje, a nadopunjeni su širokim ulicama sagrađenim preko rijeke Senne, gradskih zidina i željezničke veze Sjever-Jug.
Bruxelles je glavno sjecište nacionalnih cesta u zemlji, od kojih su najvažnije N1 (Breda), N2 (Maastricht), N3 (Aachen), N4 (Luxembourg) N5 (Reims), N6 (Maubeuge), N8 (Koksijde) i N9 (Ostend).
Što se tiče autocesta, kroz grad prolaze E19 (sjever-jug) i E40 (istok-zapad), dok E411 ide prema jugoistoku. Briselska obilaznica ima oznaku R0 i obično se naziva ring na francuskom ili grote ring na nizozemskom. Južna strana obilaznice nikad nije dovršena, zbog negodovanja stanovništva.
Središte grada (Pentagone/Vijfhoek) okružuje mali prsten (nizozemski: kleine ring, francuski: petite ceinture) koji je mreža cesta sa službenom oznakom R20. Ove ceste su sagrađene na mjestu gdje su se nalazile stare gradske zidine.

### Brodski prijevoz
Briselska luka s 7,5 milijuna tona prometa jedna je od najvećih u Belgiji. Luka se nalazi na kanalu Bruxelles-Scheldt u sjeverozapadnom dijelu grada. Kanal Bruxelles-Charleroi spaja grad s Valonijom.

## Kultura
Bruxelles ima bogatu kulturnu i umjetničku tradiciju. Ovdje je npr. studirao poznati belgijski surealist René Magritte. Grad slovi kao prijestolnica stripa. Neki od poznatijih stripova ovdje nastalih su Lucky Luke, Tintin, Cubitus, Gaston Lagaffe i Marsupilami. Diljem grada mogu se na zidovima naći crteži poznatih likova iz stripova.
Što se tiče vrijednih kulturnih ustanova tu su Briselsko kazalište, i La Monnaie kazalište i opera. Među mnogobrojnim muzejima tu su Kraljevski muzej umjetnosti, Vojni muzej i Muzej stripova. Briselska glazbena scena nudi sve od opere i koncertnih dvorana do glazbenih barova i techno klubova.
Stadion kralja Baudouina, je najveći takav objekt u zemlji s kapacitetom od 50.000 sjedala. Ovaj stadion nalazi se na mjestu gdje se nalazio stadion Heysel na kojem se 1985. održala jedna od najvećih nesreća u povijesti europskog nogometa.

### Arhitektura
Arhitektura u Bruxellesu je raznolika i sastoji se od srednjovjekovnih građevina na Grand Placeu do postmodernih zgrada institucija Europske unije.
Vjerojatno najveća atrakcija grada je Grand Place (Grote Markt) koji se od 1988. nalazi na UNESCOvom popisu svjetske baštine, zajedno s gotičkom vijećnicom u središtu grada, katedralom sv. Mihovila i Gudule i dvorcem Laken. Druga važna turistička znamenitost je Kraljevska palača u Bruxellesu.
Atomium je 103 metra visoka struktura koja je izgrađena za Svjetsku izložbu 1958. godine. Sastoji se od devet sfera koje su spojene cijevima, te tvori kristalnu strukturu. Arhitekt A. Waterkeyn posvetio je ovo djelo znanosti. Odmah kraj Atomiuma se nalazi park Mini-Europe gdje se nalaze makete poznatih europskih građevina.
Simbol grada i poznata turistička atrakcija je brončana fontana Manneken Pis.
Ostale poznate znamenitosti su Parc du Cinquantenaire ili Jubelpark sa slavolukom pobjede i obližnjim muzejima, Bazilika Svetog Srca, Briselska burza, Palača prave i zgrade institucija Europske unije u Europskoj četvrti.
Grad je poznat po svojim flamanskim kućama. Također poznate su i građevine Victora Horte u Bruxellesu (arhitekta Victora Horte) u Art Nouveau stilu (UNESCO-ova svjetska baština). U ovom stilu građene su i mnoge zgrade u novim gradskim predgrađima, pogotovo u mjestima Schaerbeek, Etterbeek, Ixelles i Saint-Gilles. Još neki primjeri bogate arhitekture grada su Palača Stoclet i Espace Léopold.

### Gastronomija
Bruxelles je poznat po svojim vaflima, čokoladi, pomfritu, te mnogim vrstama piva.
Gastronomska ponuda grada uključuje oko dvije tisuće restorana i veliki broj visoko kvalitetnih barova. Belgijska kuhinja smatra se među najboljim u Europi. Uz tradicionalne restorane, u gradu je i veliki broj gostionica, kafića i čajana. Vrlo su česte i popularne pivnice u kojima uz veliki izbor piva se nude i nacionalna jela.
Belgijska kuhinja smatra se kombinacijom francuske kuhinje s flamanskom. Poznati specijaliteti su briselski vafel (gaufres) i dagnje s pomfritom (moules frites). Grad je nadaleko poznat po proizvodnji čokolade i pralina, a neke od najpoznatijih proizvođača u gradu su Godiva, Neuhaus i Leonidas. Diljem grada, a posebno u turističkim zonama, postoji veliki broj tzv. friterija gdje se svježi, vrući vafli prodaju na ulici.
Među mnogim vrstama belgijskog piva, ističe se poznato lambic pivo koje se proizvodi samo u okolici Bruxellesa. Jedno od najpopularnijih vrsta piva u gradu i ostatku zemlje je Kriek, pivo s dodatkom trešnje koje se nudi u praktički svim barovima i restoranima. Ostale poznate vrste piva su Hoegaarden, Leffe, Duvel, Jupiler i Stella Artois.

## Obrazovanje
U Bruxellesu postoji nekoliko sveučilišta. Slobodno sveučilište u Bruxellesu je zapravo podijeljeno na dva sveučilišta, jedno za francusku, a drugo za flamansku zajednicu. To su Université libre de Bruxelles koje pohađa oko 20.000 studenata na tri kampusa u gradu (i dva izvan grada) i Vrije Universiteit Brussel kojeg pohađa oko 10.000 studenata. Oba ova sveučilišta su nastala iz jedinstvenog sveučilišta nastalog 1834., a koje je podijeljeno nakon što su 1970. Flamanska i Francuska zajednica dobile pravo upravljanja i organizacije visokog obrazovanja.
Ostala sveučilišta u gradu su Facultés universitaires Saint-Louis s oko 2.000 studenata, Katoličko sveučilište u Bruxellesu (Katholieke Universiteit Brussel), Kraljevska vojna akademija osnovana 1834., te dvije škole glume osnovane 1982. godine: Koninklijk Conservatorium i Conservatoire Royal.
Neka druga sveučilišta imaju svoje kampuse u Bruxellesu, kao Université catholique de Louvain koje u gradu ima medicinski fakultet od 1973. godine. U gradu postoji i kampus Boston University Brusselsa koje ovdje postoji od 1972. godine. Zbog svoje međunarodne važnosti, ovdje postoje i mnoge međunarodne škole kao što je International School of Brussels. U gradu postoje četiri Europske škole za službenike koji rade u institucijama EU.

## Gradovi prijatelji
| - Atlanta, SAD - Zaprešić, Hrvatska - Berlin, Njemačka - Peking, Kina - Makao, Kina | - Madrid, Španjolska - Washington, SAD - Kijev, Ukrajina - Breda, Nizozemska | - Prag, Češka - Ljubljana, Slovenija - Casablanca, Maroko - Kinshasa, DR Kongo - Nador, Maroko |

## Slavni stanovnici Bruxellesa
| - Jean Absil, belgijski skladatelj (1893. – 1974.) - François d'Aguilon (1567. – 1617.), matematičar i arhitekt. - Chantal Akerman (1950. – ), redateljica - Jules Anspach (1829. – 1879.), gradonačelnik - Plastic Bertrand (1958. – ), pjevač - Jacques Brel (1929. – 1978.), pjevač i glumac - Charles Buls, gradonačelnik - Annie Cordy (1928. – ), pjevačica i glumica - Lara Fabian (1970. – ), pjevačica - Jacques Feyder (1885. – 1948.), redatelj - Franquin (1924. – 1997.), crtač stripova - Philippe Geluck (1954. – ), crtač stripova - Raymond Gérôme (1920. – 2002.), glumac - Michel de Ghelderode (1898. – 1962.), dramaturg - Fernand Gravey (1905. – 1970.), glumac - Hergé (Georges Rémi) (1907. – 1983.), crtač stripova - Edgard Félix Pierre Jacobs (1904. – 1987.), crtač stripova - Victor Horta (1861. – 1947.), arhitekt - Claude Levi-Strauss (1908. – 2009.) antropolog | - Jacky Ickx (1945. – ), vozač automobila - David Joris (1501. – 1556.), anabaptist - Jean-Baptiste Madou (1796. – 1877.), slikar - Maurane (1960. – ), pjevačica - Amélie Nothomb (1967. – ), spisateljica - Peyo (1928. – 1992.), crtač stripova - Joseph Poelaert (1817. – 1879.), arhitekt - Pierre Rapsat (1948. – 2002.), pjevač - François Schuiten (1956. – ), crtač stripova - Sestra Emmanuelle (1908. – 2008.), humanistica - Léon-Joseph Suenens (1904. – 1996.), kardinal - Toots Thielemans (1922. – ), glazbenik - Jean-Philippe Toussaint (1957. – ), pisac i redatelj - José van Dam (1940. – ), pjevač - Jean-Claude Van Damme (1960. – ), glumac - André Vésale (1514. – 1564.), liječnik - Michel Weyland (1947. – ), crtač i autor stripova - Yslaire (1957. – ),crtač i autor stripova - Philippe Samyn, arhitekt |

## Vanjske poveznice
- Službena stranica  Arhivirana inačica izvorne stranice od 10. svibnja 2012. (Wayback Machine) (fr.) (nizoz.)
- Vodič kroz Bruxelles (engl.)

### Ostali projekti
|  | Zajednički poslužitelj ima još gradiva o temi Bruxelles |